# Kostel svatého Jana Křtitele (Bystré)
Kostel svatého Jana Křtitele se nachází ve městě Bystré v okrese Svitavy. Kostel stojí na kopečku ve středu města a vížky kostela jsou viditelné do širokého okolí. Výška kostela činí 58,05 m. Kostel je kulturní památkou.

## Historie kostela
Původní stavba tohoto kostela je datována do 12. století a od té doby prošla významnými změnami, kde největší změnou byla velká oprava v roce 1601. Došlo ke zřízení nové hrobky, a tudíž se celý kostel rozšířil. V roce 1682 majitelka panství, Anna Kateřina z Martinic, nechala postavit faru, financovala založení škapulířového bratrstva k úctě Panně Marii Karmelské a také podporovala zdejší poutě k Panně Marie Karmelské. Další významnou událostí bylo roku 1692 přistavění farní budovy naproti zámku, která zde stojí do dneška. Dne 8. června 1722 proběhlo položení základního kamene stavby nového chrámu a o dva roky později došlo ke stržení starého kostela. Stavba nového chrámu byla dokončena roku 1726. Ve stejném roce došlo také k slavnostnímu vysvěcení nového chrámu. Rozsáhlá restaurace celého kostela proběhla v roce 1863. Roku 1926 byly v kostele vysvěceny nové zvony. Poslední dosavadní opravou kostela byla oprava přední části chrámu a věží v roce 1990.

## Vybavení kostela
Obrazy na hlavním a bočních oltářích jsou dílem brněnského malíře Josefa T. Rottera z let 1749–1753. Sochařská výzdoba je dílem sochaře okruhu Jiřího F. Pacáka. Jednou z unikátností kostela je oltář s tzv. Božím uchem.

## Akce
- V kostele se koná Noc kostelů.

## Film
- V kostele se natáčel trezorový film Všichni dobří rodáci.